# Maestà du Louvre (Cimabue)
Pour les articles homonymes, voir Maestà.
La Maestà (ou La Vierge et l'Enfant en majesté entourés de six anges) est une peinture a tempera et fond d'or sur panneau de bois, réalisée par Cimabue, une de ses Maestà réalisées au XIIIe siècle, vers 1280. Celle-ci est conservée au Musée du Louvre à Paris et a été confisquée comme prise de guerre en 1813 par Napoléon Ier pendant l'occupation de ses troupes en Italie.

## Historique
La peinture, initialement dans l'Église San Francesco de Pise, fut spoliée par les troupes napoléoniennes et emmenée à Paris par Jean Baptiste Henraux intéressé pour les collections françaises des peintures des primitifs italiens. Malgré les restitutions effectuées aux pays d'origine, ce tableau fait partie de ceux de grandes dimensions les rendant intransportables sans dommages. Il est donc resté au musée du Louvre.

## Thème iconographique
Le thème est religieux. La signification du titre nous est donnée par Cennino Cennini dans son Traité sur la peinture : pour lui, est dite « en majesté » une figure vue de front. À partir du IVe siècle, on représentait ainsi le Christ, mais au XIIIe siècle, avec l'intensification du culte marial, c'est la Vierge qui est représentée « en majesté », et qui devient la « Majesté » par antonomase.
Une Maestà est donc une représentation de la Vierge à l'Enfant en Majesté soit de face, avec une attitude hiératique, sur un trône, entourée d'anges et des saints apôtres.

## Description
La Vierge, avec l'Enfant Jésus dans les bras, assise sur un grand trône architectural, est entourée de sa cour céleste d’anges.
Le fond est d'or ainsi que les auréoles circulaires suivant l'esthétique encore médiévale de la peinture byzantine.
La Vierge est vêtue de bleu, symbole de la royauté. Elle a une attitude de mère soutenant l'Enfant sur ses genoux, de ses bras. Son regard est triste.
Les anges ont des visages similaires aux longs cheveux bouclés et des expressions d'une douceur voilée de tristesse. Ils sont alignés verticalement, trois de chaque côté. Ceux du bas regardent vers l'extérieur tandis que le regard de ceux du haut est tourné vers l'intérieur. La couleur de leurs ailes alterne entre le rouge et le bleu.
Les vêtements de l'Enfant sont somptueux ; il porte une fine tunique rouge recouverte d'une cape de couleur claire aux nombreux plis. Sa main gauche tient un phylactère.
On peut voir aussi que l'Enfant fait le geste de la bénédiction.
Le cadre est orné de vingt-six médaillons représentant le Christ, des anges, des prophètes et des saints. Les personnages sont peints, chacun, dans une attitude différente. L’animation de la gestuelle et des regards leur donnent de la vie.
L’Enfant tient  un parchemin dans ses mains, signe d’appartenance à l’église Catholique.
Une bordure intérieure du tableau est peinte avec des pseudo-inscriptions arabes, signe de l'intérêt que portait le peintre aux textiles ou objets importés d'Orient. 
Vasari fait une description de ce retable dans son ouvrage Les Vies des meilleurs peintres, sculpteurs et architectes.

## Analyse
La pseudo-perspective frontale est la même que celles des autres tableaux de Cimabue, un des changements ayant amené les représentations plus terrestres et humanistes de la pleine Renaissance.

## Restauration
Le tableau a fait l’objet d’une restauration en 2022, achevée en 2024 avant l'exposition "Revoir Cimabue - Aux origines de la peinture italienne" au Louvre.

## Exposition
Une conférence, "La Dérision du Christ" de Cimabue L'Œuvre en scène par Thomas Bohl est programmée le 13 novembre 2024 préalablement à l'exposition organisée du 22 janvier au 12 mai 2025 par le musée du Louvre, Revoir Cimabue Aux origines de la peinture italienne, réunissant les trois tableaux du Diptyque de dévotion et la Maestà restaurée.